# Масляный пирог
Масляный пирог (англ. Butter cake) — название нескольких разновидностей сладкой выпечки, пирогов или кексов, выпекаемых из муки, большого количества сливочного масла (отсюда название), яиц, сахара и разрыхлителя (или соды). Масляные пироги чрезвычайно популярны в англоязычных (фунтовый кекс, кекс «Мадера», липкий масляный пирог, пирог на горячем молоке и др.) и германоязычных странах (буттеркухен). Для приготовления масляных пирогов масло и сахар обычно сперва взбивают до пышной массы, затем вводят в получившуюся смесь яйца и засыпают муку. Такие пироги возникли не позже XVIII века, и первоначально готовились с содой, однако использование современных разрыхлителей позволило сделать их более воздушными. Иногда масляные пироги ароматизируют какао, посыпают миндальными лепестками, украшают шоколадной глазурью. Однако, поскольку масляные пироги плохо переносят хранение в холодильнике, в них обычно не используются декор из кондитерской помадки или какие-либо сложные начинки.
С этими масляными пирогами не следует путать бретонскую выпечку кунь-аман (в переводе с бретонского языка, «масляный пирог»), которая выпекается из слоёного теста, нередко имеет начинку, и по-русски обычно называется «бретонский масляный пирог».